# Estádio Luiz Geraldo da Silva
O Estádio Municipal Luiz Geraldo da Silva, conhecido como Geraldão, é um estádio de futebol localizado em Cáceres, no estado do Mato Grosso e tem capacidade para 6.500 pessoas. Foi inaugurado em 6 de outubro de 1974, em uma partida amistosa entre a Seleção de Cáceres e o Comercial de Poconé.
O Cacerense, junto com o Cáceres Futebol Clube e o Tremendão( Clube já extinto da cidade) exercem o mando de campo no estádio. Aliás, em seus domínios os mesmos não costumam perder facilmente. Em seu ápice, o Cacerense chegou a levar mais de oito mil pessoas no estádio, em uma final contra o Grêmio de Jaciara, em 2007, a qual foi vencida por 2 a 0 pelo time mandante. Apesar de acanhado, o estádio é considerado um dos maiores palcos de Mato Grosso, por toda sua história e importância para a cidade de Cáceres.
Atualmente, o estádio, além de ser utilizado como sede do time do Cacerense, também é usado em eventos religiosos como o Água Viva, que ocorre todos os anos.